# Antiquorum habet fida relatio

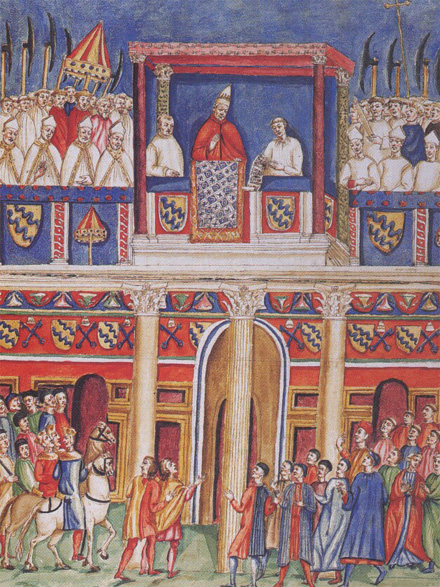
папа Боніфацій VIII проголошує буллу Ювілейного року, 22 лютого 1300

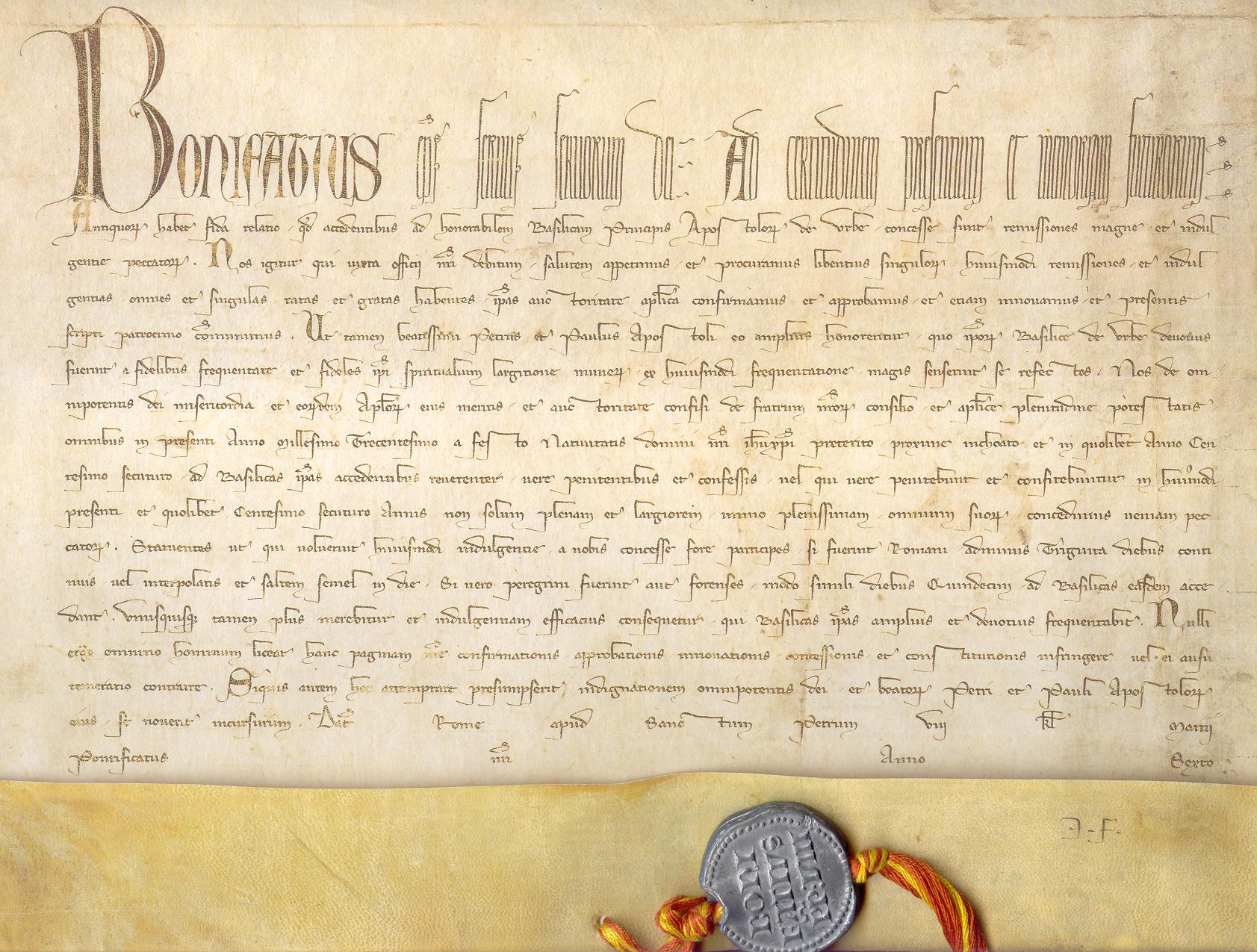
Булла Antiquorum habet fida relatio, латинський оригінал

Antiquorum habet fida relatio ― папська булла від 22 лютого 1300 року, якою папа Боніфацій VIII започаткував перший в історії ювілейний рік.

## Короткий зміст
В документі було зазначено, що для отримання повного відпусту, римляни мали 30 разів під час Святого Року відвідати дві папські базиліки Святого Петра і Святого Павла, а всі інші паломники з-поза Риму ― лише 15 разів. Не було встановлено жодної спеціальної пожертви. Крім того повний відпуст за дочасні кари надавався також паломникам, які не мали можливості здійснити відвідини внаслідок непередбачуваних обставин, як і тим, які померли під час паломництва чи перед його завершенням.
В буллі було передбачено, що у майбутньому Католицька Церква надалі проголошуватиме такі Ювілеї кожні сто років.